# Vrachasi
Vrachasi (řecky Βραχάσι) je vesnice, obecní jednotka a bývalá obec na severovýchodě Kréty v Řecku. Po administrativní reformě roku 2011 ztratila samostatnost a je součástí města Ágios Nikólaos. V roce 2011 zde žilo 1706 lidí.